# Paula McManus
Paula Marie McManus, född 12 september 1968 i Hedvig Eleonora församling i Stockholm, är en svensk skådespelare, dramatiker och regissör. Hon är även konstnärlig ledare på Ung Scen Öst sedan hösten 2020

## Filmografi (urval)
- 1997 - Emma åklagare (TV)
- 2002 - Hotel Rienne
- 2003 - Kopps
- 2003 - Madame My  (TV)
- 2005 - Att göra en pudel
- 2008 - Hotell Kantarell (TV)
- 2008 - Allt flyter
- 2008 - Fishy

## Teater

### Roller (ej komplett)
| År   | Roll                | Produktion                                 | Regi          | Teater                   |
| ---- | ------------------- | ------------------------------------------ | ------------- | ------------------------ |
| 2002 | Mia                 | Gifta vänner Donald Margulies              | Sara Cronberg | Stockholms stadsteater   |
| 2000 | Humla Bim Virve Isa | Sårskorpor Maria Blom                      | Maria Blom    | Stockholms stadsteater   |
| 2017 | Värd                | Psykakuten - Ännu Deluxigare Paula McManus | Paula McManus | Kulturhuset Stadsteatern |

### Regi (ej komplett)
| År   | Produktion                   | Upphovsmän                      | Teater                   |
| ---- | ---------------------------- | ------------------------------- | ------------------------ |
| 2017 | Psykakuten - Ännu Deluxigare | Paula McManus                   | Kulturhuset Stadsteatern |
| 2022 | Anna Blomberg sjunger ut     | Anna Blomberg och Paula McManus | Riksteatern              |